# El gat i el canari
El gat i el canari (títol original: The Cat and the Canary) és una pel·lícula britànica de Radley Metzger estrenada el 1978. Ha estat doblada al català.

## Argument
A Glendiff el 1914, el ric i extravagant Cyrus West mor al seu castell. Vint anys més tard, la notari Allison Crosby reuneix tots els hereus a la gran sala per tal de divulgar el testament. Descobreix que Annabelle West n'és la legatària universal. A poc a poc els invitats desapareixen i després són trobats assassinats.

## Repartiment
- Honor Blackman: Susan Sillsby
- Michael Callan: Paul Jones
- Edward Fox: Hendricks
- Wendy Hiller: Allison Crosby
- Olivia Hussey: Cicily Young
- Beatrix Lehmann: Sra. Pleasant
- Carol Lynley: Annabelle West
- Daniel Massey: Harry Blythe
- Peter McEnery: Charlie Wilder
- Wilfrid Hyde-White: Cyrus West